# Maschinenmuseum Kiel-Wik

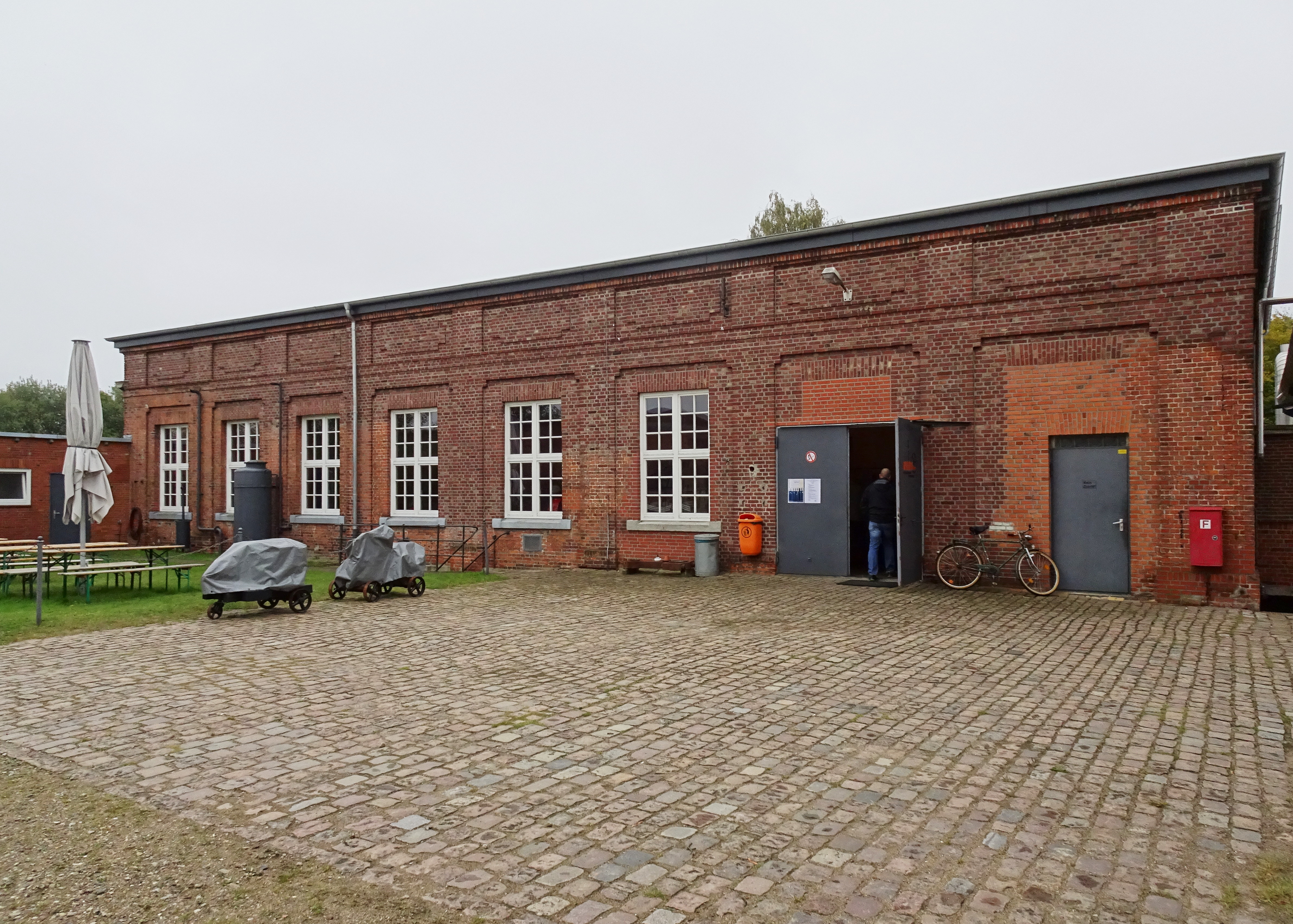
Huvudbyggnaden, 2016.

Maschinenmuseum Kiel-Wik (Maskinmuseet Kiel-Wik) är ett industrimuseum i stadsdelen Wik i Kiel, Tyskland. Museet öppnade 1985 och har gatuadressen Am Kiel-Kanal 44, nära Kielkanalen.

## Museet

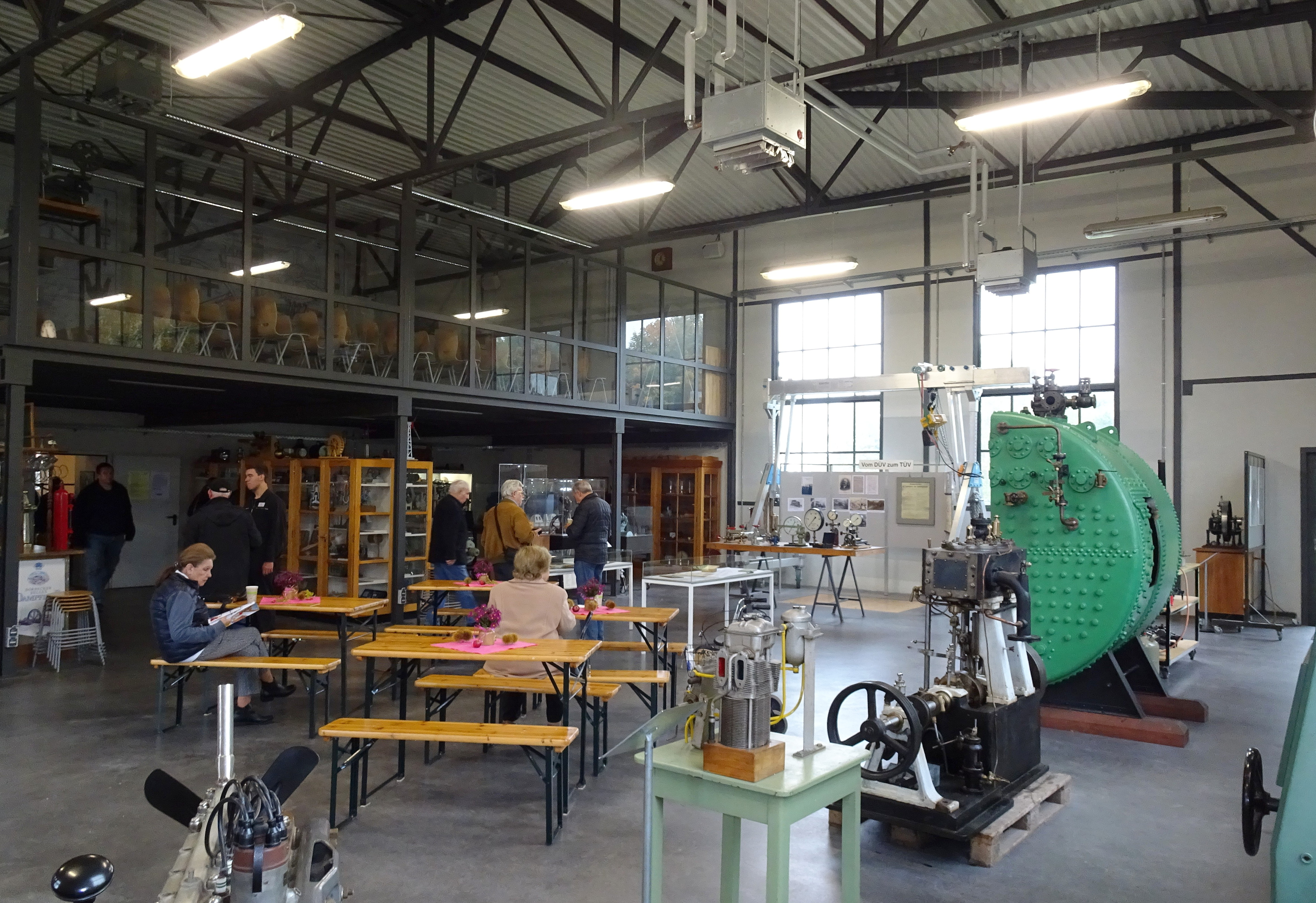
Stora utställningshallen.

Maskinmuseet är inrymt i två byggnader som tidigare tillhörde Kiels gasverk. Att inrätta ett maskinmuseum går tillbaka på initiativet av två privatpersoner, vars idé var att visa och demonstrera fullt funktionsdugliga historiska maskiner och motorer.  Dessutom skulle det vara tillåtet att vidröra och själv prova utställningsföremålen. 
Samtliga utställda maskiner och motorer renoverades från grunden och fungerar. Bland föremålen märks exempelvis en lokomobil från 1954 som var bestämd för export till Afrika, där den skulle driva sågar vid avverkningsarbeten i urskogen, men maskinen kom aldrig iväg. I samma hall står en dieselmotor från 1944 som skulle driva en tysk ubåt av typ XXIII, men inte heller kom till användning. Den upptäcktes 1978 i en bunker och renoverades under flera år. I museet driver den en generator.
Vid sidan om Motorer i originalstorlek förfogar museet över talrika modeller och specialverktyg. På informationstavlor och fotografier förklaras funktionerna. Varje tredje söndag i månaden visas maskiner och motorer i gång. Utöver den fasta utställningen organiseras regelbundet temautställningar. Museet drivs av stiftelsen Bürgerstiftung Maschinenmuseum Kiel-Wik. Inträdet är fritt.

## Bilder

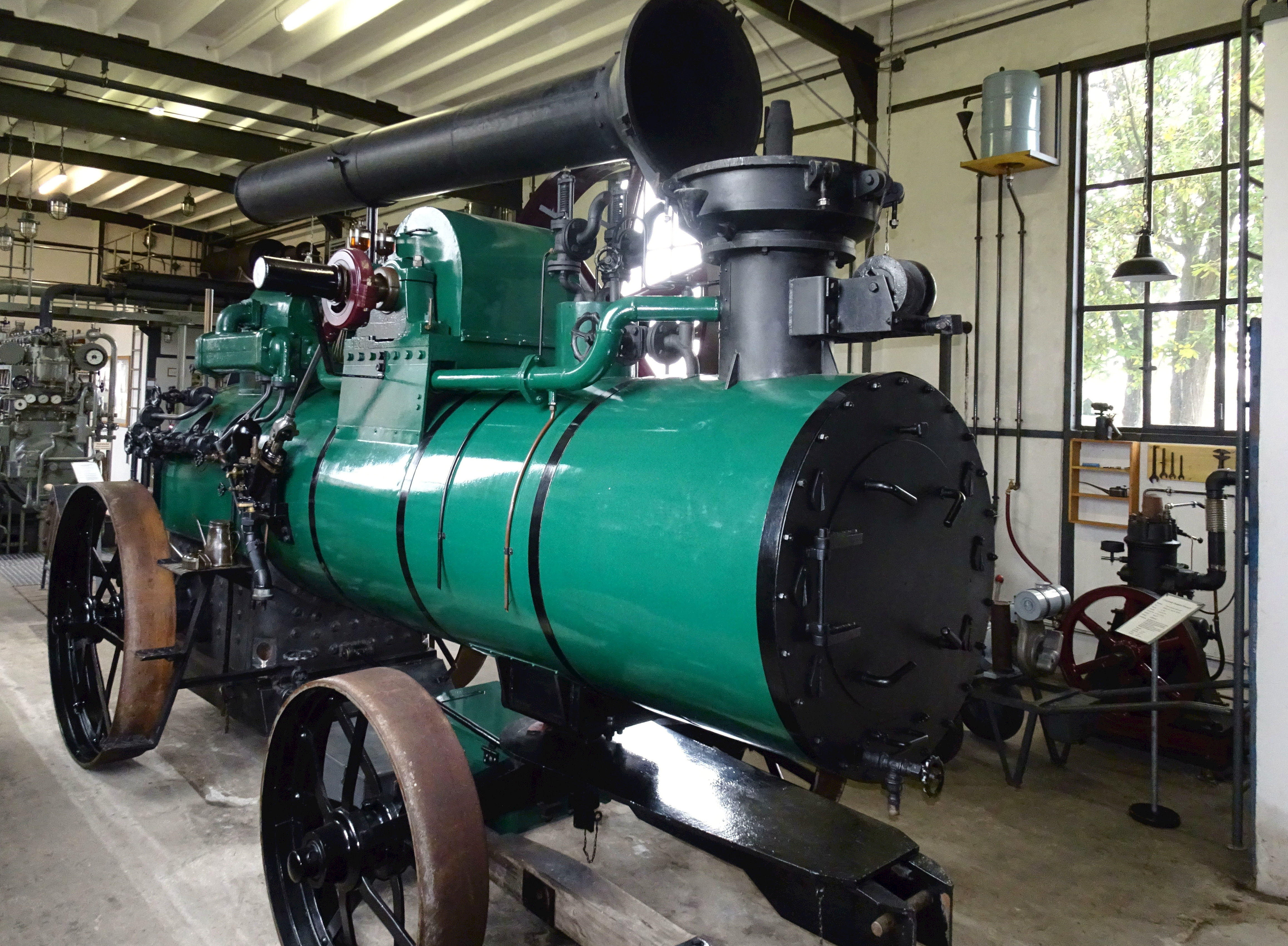
Lokomobil
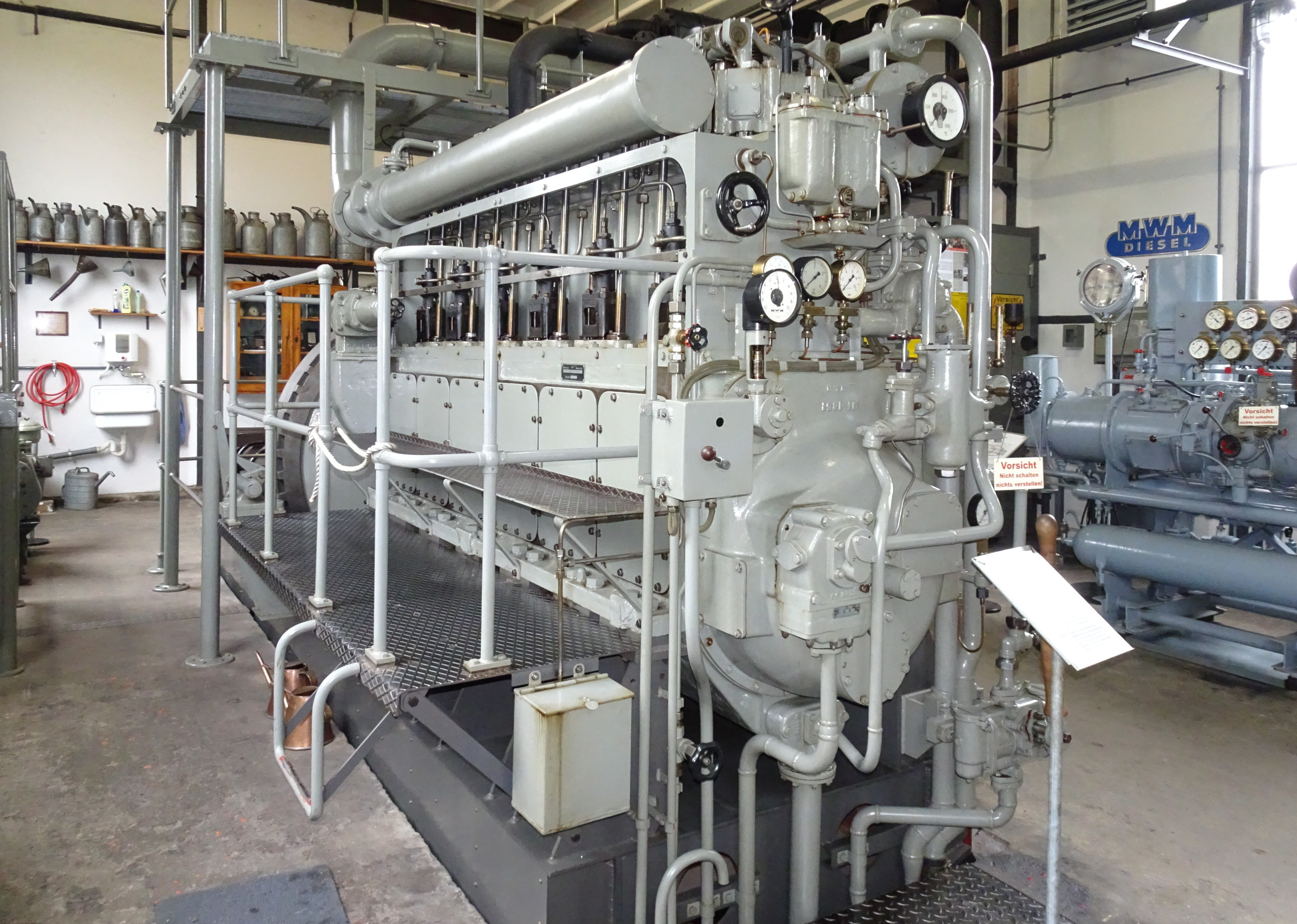
Ubåtdiesel
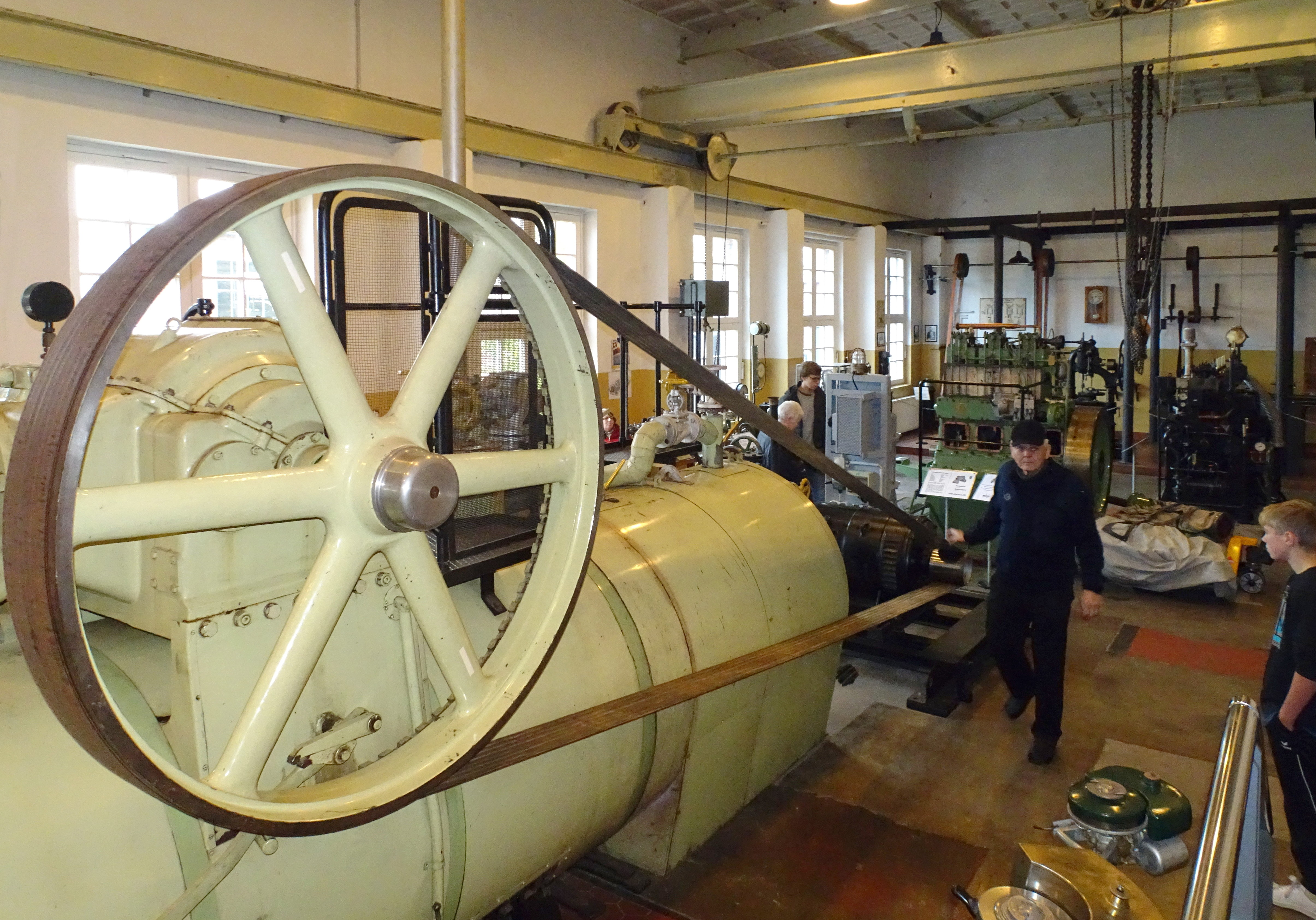
Ångmaskin
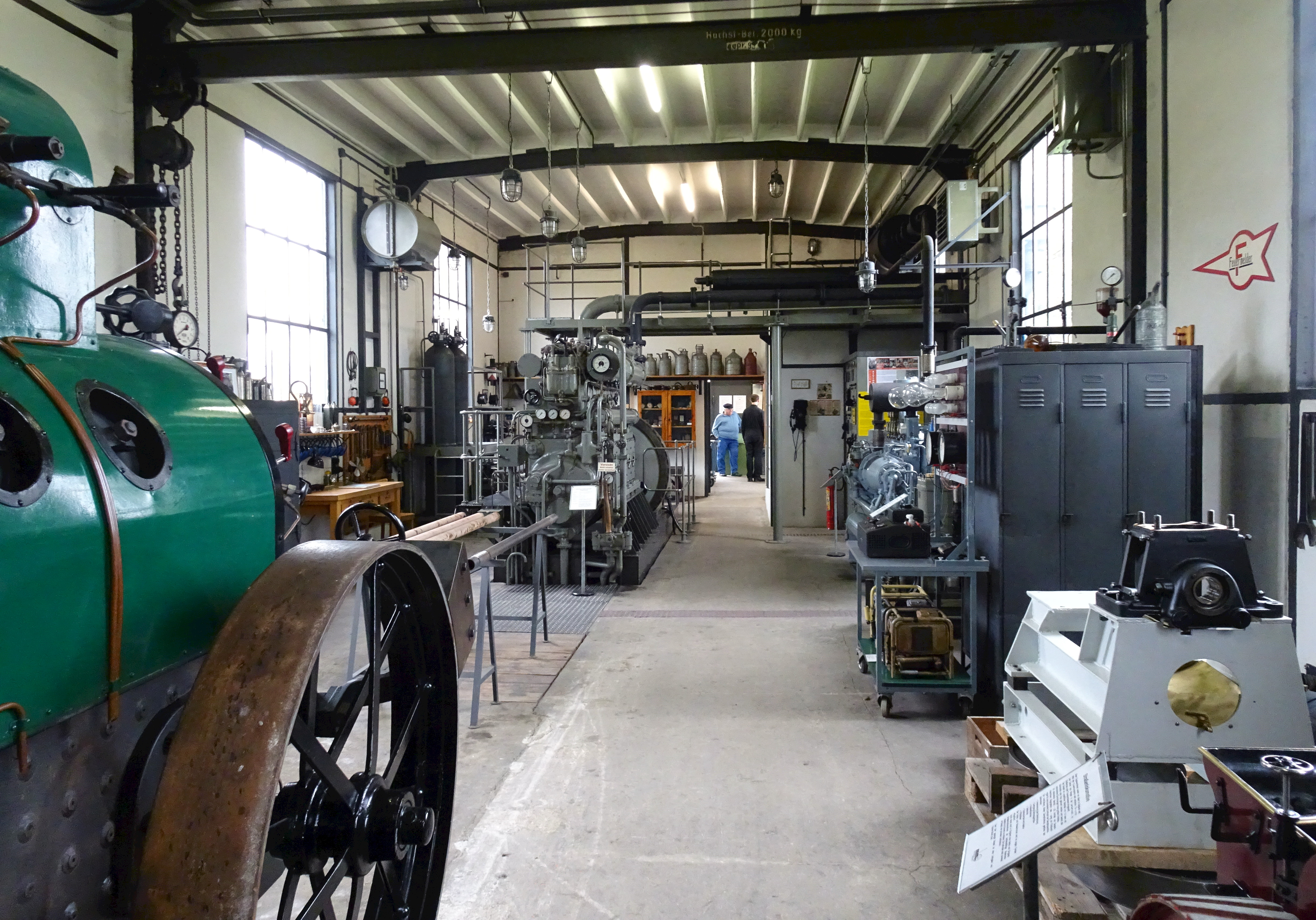
Lilla utställninhshallen